# Bachata (baile)

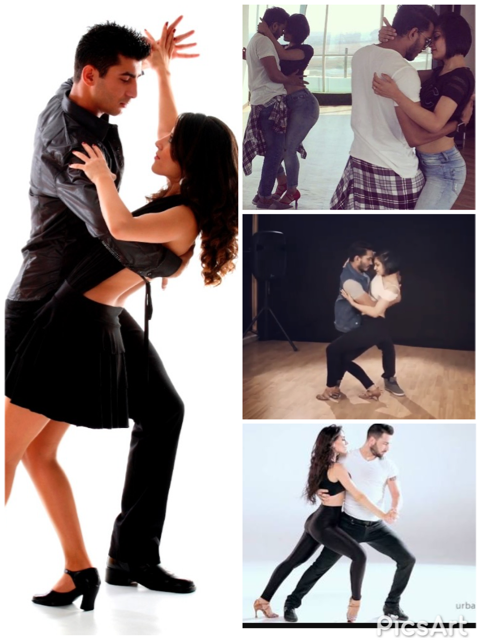
Parejas bailando bachata.

La bachata es un estilo de danza social de República Dominicana que ahora se baila en todo el mundo. Está asociado con la música de bachata.

## Descripción
Al asociarse, el líder puede decidir si se realiza en posición abierta, semicerrada o cerrada. Los movimientos de baile o la variedad de pasos dependen en gran medida de la música (como los ritmos tocados por los diferentes instrumentos), el ambiente y la interpretación. A diferencia de la salsa, el baile de bachata generalmente no incluye muchos patrones de giro.
En el oeste, se sabe que varios bailarines copian movimientos y giros de varias danzas de pareja, y realizan estas combinaciones en el tiempo utilizado en el baile de bachata, creando así una danza de fusión.

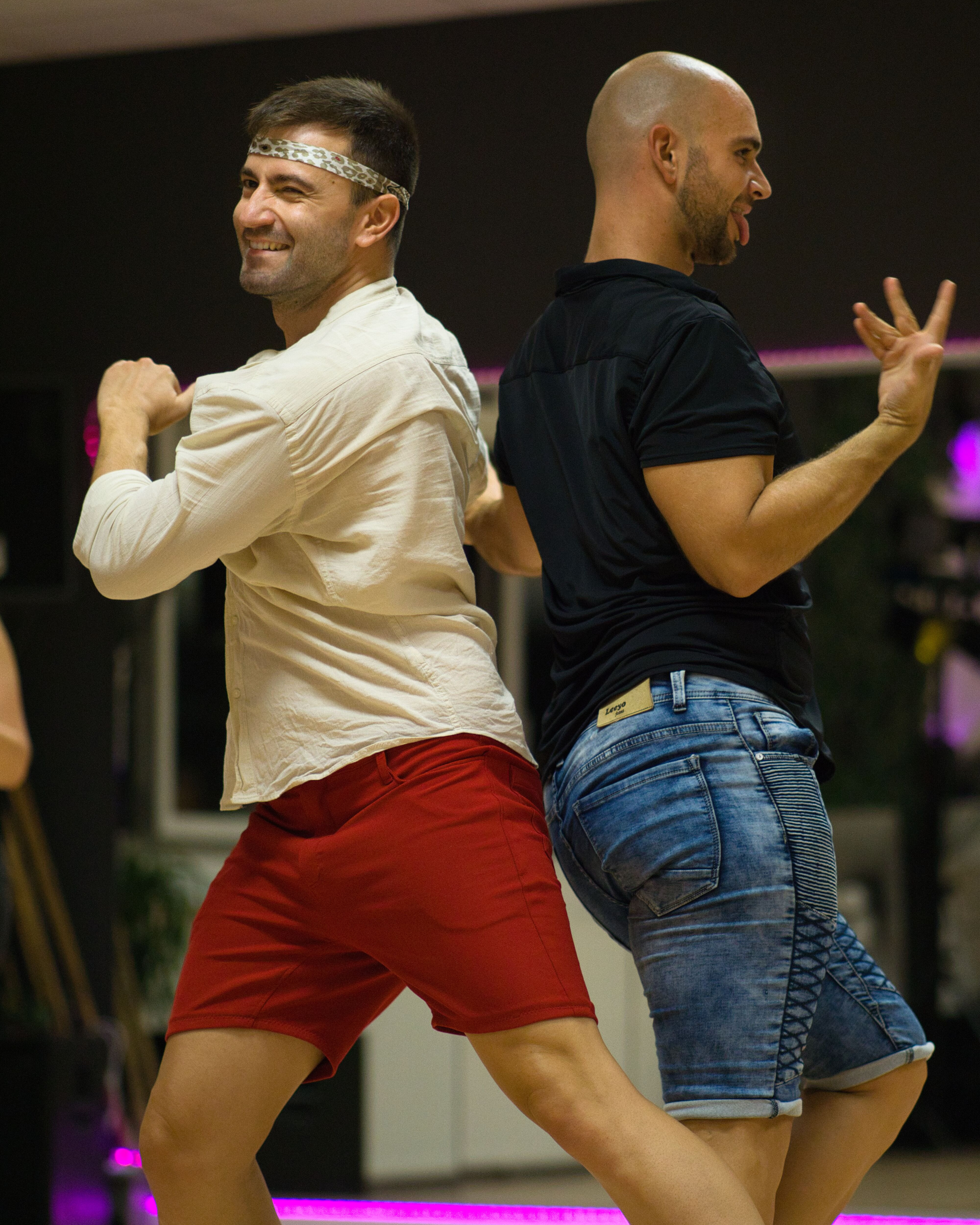
Pareja profesional de bachata del mismo género

El baile auténtico de la República Dominicana en el Caribe es una secuencia básica de baile en un conteo total de 8 en un cuadrado. Los bailarines en el mundo occidental mucho más tarde constituyeron un paso básico de lado a lado, y también copiaron elementos de baile de otras danzas de pareja de diversos orígenes, tanto latinos como no latinos. La secuencia básica de baile consta de tres pasos y luego un paso tap o varias formas de paso de síncopa (como el «doble paso»). Algunos bailarines en el oeste acompañan al toque con un «pop» exagerado de las caderas. Bachata se puede bailar en el primer tiempo de la frase musical, con el toque en el cuarto tiempo, pero bailando en el segundo, tercer o cuarto tiempo también es común. El toque se realiza en el pie opuesto al último paso, mientras que el siguiente paso se realiza en el mismo pie que el toque. La dirección de la danza cambia después del toque o del cuarto paso.

## Bachata auténtica
La auténtica danza de la bachata es la forma original de bailar bachata. El estilo original y lento de los años 60 se bailaba solo en posición cerrada, como el bolero, a menudo en un abrazo cercano. Los pasos básicos de la bachata se realizan moviéndose dentro de un cuadrado pequeño (lateral, lateral y luego tocando los dedos de los pies hacia atrás y hacia los lados, hacia los lados, hacia atrás) y está inspirado en el paso bolero pero evolucionó hasta incluir un toque y también una síncopa (pasos intermedios beats) dependiendo de la dinámica de la música que se está reproduciendo. La colocación de la mano puede variar de acuerdo con la posición de los bailes, que puede variar desde muy cerca de abierto hasta completamente abierto.
La versión auténtica todavía se baila hoy en el Caribe y en todo el mundo. Se baila cada vez más a la música más rápida, agregando más trabajo de pies, giros simples y estilo libre rítmico y con la alternancia entre posición cerrada (romántica) y abierta. La bachata auténtica se baila con movimientos suaves de cadera y un toque o síncopa (1, 2, 3, toque/síncopa). También se puede bailar con o sin rebote (moviendo el cuerpo hacia arriba sobre los latidos y hacia abajo nuevamente entre los latidos al agregar un ligero resorte a las piernas). La bachata auténtica fue creada por bailarines sociales dominicanos a lo largo de décadas (comenzando a principios de la década de 1960) y todavía está evolucionando hasta nuestros días.
Lo que se llama bachata auténtica/dominicana en Occidente simplemente se llama bachata en la República Dominicana y por la mayoría de los inmigrantes dominicanos.

## Estilos de fusión

### Occidental «tradicional»
En algún momento de finales de la década de 1990, los bailarines y las escuelas de danza en el mundo occidental comenzaron a usar un paso básico inventado que va de un lado a otro en lugar de los pasos de caja, tal vez porque lo consideraban demasiado complicado o debido a una incomprensión de los pasos auténticos. Los pasos básicos de este patrón se mueven de lado a lado, cambiando de dirección después de cada toque. Las características de esta danza «temprana» de la escuela de danza son la estrecha conexión entre compañeros, los movimientos suaves de la cadera, tocar con un pequeño «pop» de la cadera en el cuarto paso (1, 2, 3, tap/hip) y no incluye muchas vueltas o figuras. La mayor parte del estilo en este baile es de baile de salón y movimientos de espectáculo como dips se utilizan comúnmente en el baile. Este fue el primer baile nuevo de música bachata que fue popularizado por escuelas de baile fuera de República Dominicana.

### Bachatango
Otro baile se desarrolló poco después del «tradicional» y este baile se llamó Bachatango. También es una danza de fusión del oeste con secuencias cortas de pasos básicos «tradicionales occidentales» y luego se agregaron diferentes pasos de tango bailados como el. El conteo «pop» se usa para agregar sensualidad elaborada y variados estilos de baile de salón latino y también incluye los característicos golpes del tango. Los giros son como en la danza «tradicionales occidental». Aunque este baile se ha utilizado para bailar la música bachata, recientemente se ha utilizado también para bailar al tango. Aunque el bachatango es inaudito en República Dominicana, el país de origen de la bachata, el bachatango tuvo un período popular con instructores extranjeros fuera del Caribe, pero hoy en día no se ve mucho en las pistas de baile social.

### Fusión
Una danza llamada fusión se desarrolló probablemente alrededor de 2005 en los elementos básicos de la danza «tradicional occidental» (primera danza de fusión occidental). Lo básico es lo mismo que la danza «tradicional occidental», pero con elementos de baile añadidos y estilo de salsa, tango y bailes de salón y zouk. En este baile, las parejas generalmente mueven más sus torsos y exageran mucho el pop de cadera (especialmente las mujeres). La influencia de fusión más directa en la danza moderna proviene de la adopción de patrones de giro de salsa; estos, junto con las caídas se convirtieron en el núcleo de la danza.
El creador de este estilo es Carlos Espinosa un bailarín Mexicano, Gracias a su aportación este estilo se baila en la mayor parte del mundo.

### Bachata sensual
La bachata sensual fue creada en España, por Korke Escalona y Judith Cordero.
Korke aprendió los principios básicos de la bachata en 1998, pero sin más información que el paso básico (cuatro pasos a un lado) y la música de bachata, comenzó a desarrollar su propio estilo de baile utilizando exclusivamente movimientos del baile proveniente de Brasil, el Zouk Brasileño.
Korke es el creador de la competición BachataStars, en la que los participantes obtienen una canción aleatoria y muestran la capacidad de improvisación, al tiempo que muestran sus habilidades de baile y musicalidad.

### RoleRotation
RoleRotation fue creado entre España y Portugal por Felipe Ramírez y Tiago Adegas.
En la década del 2010, Felipe y Tiago descubrieron que había una forma nueva de bailar bachata y otros bailes sociales. En los bailes sociales existen dos roles bien definidos, el de Líder (la persona que guía el baile) y el de Seguidor (la persona que sigue los comandos del líder). Si una persona dirige el baile durante toda una canción esa persona está imponiendo sus ideas al seguidor, la danza se convierte en una interrogación. El concepto innovador de RoleRotation permite a las dos personas intercambiar ideas e intercambiar el Líder entre ellas para convertir la danza en una conversación mucho más dinámica e interesante.
Tradicionalmente se ha pensado que en general, el hombre dirige la danza, pero, los bailes sociales, actualmente populares en gran parte del mundo, evolucionan con la sociedad. Los roles ya no se dividen por género como en el siglo anterior (el hombre dirigía y la mujer seguía los comandos) sino que se puede elegir dejar el uso de los roles por género. Nuevas parejas del mismo sexo surgen a diario, la mujer puede dirigir, el hombre puede seguir, incluso pueden decidir hacer Rotación de Roles (RoleRotation) buscando un baile igualitario donde el uso de poder es equitativo durante la danza.

## Baile de salón
El baile de salón es otro baile también desarrollado en Occidente, principalmente para el baile de competición, con movimientos de cadera muy extremos y mucho estilo de baile de salón. Se usa predominantemente para competiciones de bailes de salón en lugar de baile social. El paso básico se basa en la danza «tradicional occidental».

## Otros estilos
Hay otras danzas occidentales, pioneras y promovidas por diferentes maestros de todo el mundo, cada una con su propio estilo distintivo. Ya sea que se consideren estilos completamente diferentes o simplemente variaciones de los estilos principales anteriores, a menudo los profesores y estudiantes lo discuten.